# 만족
만족(滿足,영어: contentment)은 욕구가 충족되었다는 상태나 느낌을 뜻한다. 일반적으로 말하면, 자신이 처해진 상황을 받아들인 상태를 말하며, 자족이라고도 불린다. 행복보다는 더 부드럽고, 스스로를 절제하는 형태로 본다.
존 스튜어트 밀은 "나는 나의 욕망을 충족시키는 대신, 제한함으로 내 행복을 추구하는 법을 배웠다."고 말하였다. 
반대로, "만족하지 않은 상태"를 '불만' 혹은 '불만족'이라고 한다.

## 청교도에게 만족의 의미
예레미야 버로우즈는 성경의 바울이 말한 자족의 비결에 대하여, 그리스도인들이 자족의 비결을 배울 것을 촉구하였다.  그것은 은혜 안에서 성장하는 것과 그리스도를 닮아가는 것과 연결을 시킨 것이다. 
그는 그리스도인이 자족하는 것은 그들의 소원이 충족된 것이 아니라, 기대가 줄어들었기 때문이라고 주장하였다. 그것은 그리스도인에게 육체의 욕망이 주는 기대를 낮출 때, 보다 더 성장하게 된다는 것이다.

## 같이 보기
- 편안
- 행복
- 기쁨